# Maria Immaculata (Gefäll)

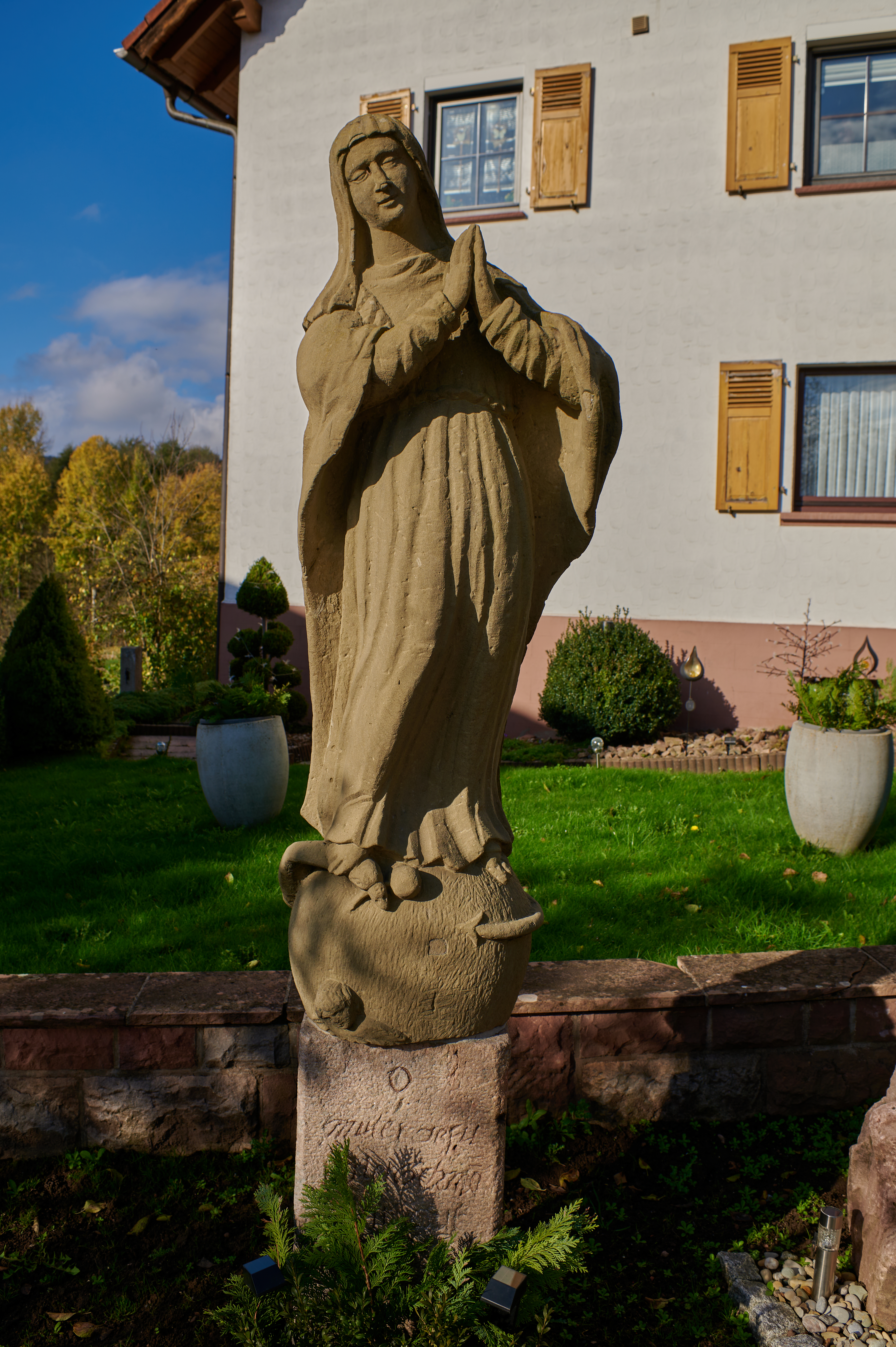
Marienstatue, Gefäll

Die Maria Immaculata ist eine Statue in Gefäll, einem Gemeindeteil im Markt Burkardroth im unterfränkischen Landkreis Bad Kissingen.
Die Statue gehört zu den Bad Kissinger Baudenkmälern und ist unter der Nummer D-6-72-117-24 in der Bayerischen Denkmalliste registriert.

## Beschreibung
Die Marienfigur ist insgesamt 235 cm hoch und entstand im Jahr 1820.
Die Plastik einer 113 cm hohen betenden Maria, mit Schleier und Mantel auf der Weltkugel (Durchmesser: 36 cm) mit Schlange, besteht aus grauem Sandstein auf einem 75 cm hohen Sockel aus rotem Sandstein mit einem Querschnitt von 28 cm × 28 cm mit einem 80 cm hohen, knieenden Engel davor. Die Madonnenfigur und der Sockel gehörten ursprünglich nicht zusammen.
Die Sockelinschrift lautet in Schreibschrift:

„O

muter Jesu

voler Schme(rzen)

nimt auf (den Schmerz) aler Herz(en)

1820“